# Тикян-Юрях
Тикя́н-Юря́х (также Тигян-Юрях) — река, протекающая по Таймырскому Долгано-Ненецкому району Красноярского края и Анабарский улусу Якутии, Россия. Длина реки составляет 102 км, площадь водосборного бассейна — 1700 км². 
Река берёт начало на Северо-Сибирской низменности к югу от бухты Нордвик в Анабарском улусе Якутии на высоте более 29 м над уровнем моря. Течёт преимущественно в северо-западном направлении по заболоченной тундре, покрытой мхами и лишайниками, на берегах — многочисленные озёра и болота, присутствует термокарст. В нижнем течении, после впадения Рассохи, образует административную границу между Красноярским краем и Якутией. Впадает с востока несколькими рукавами в Бухту Кожевникова Хатангского залива примерно в 43 км к северо-востоку от ее устья реки Семиерискяй. Ширина перед устьем — 100 м при глубине 2 м; скорость течения в низовьях составляет 0,1 м/с. Населённые пункты на реке отсутствуют. 

## Основные притоки
Указаны поименованные притоки длиной 30 км и более
| Название     | Расстояние от устья | Длина | Положение |
| ------------ | ------------------- | ----- | --------- |
| Рассоха      | 29                  | 58    | левый     |
| Балаган-Юрях | 59                  | 38    | левый     |
| Санга-Сала   | 62                  | 35    | левый     |
| Ларбиян-Юрях | 70                  | 40    | левый     |

## Данные водного реестра
По данным государственного водного реестра России и геоинформационной системы водохозяйственного районирования территории РФ, подготовленной Федеральным агентством водных ресурсов:
- Бассейновый округ — Енисейский
- Речной бассейн — Хатанга
- Речной подбассейн — Хатанга от слияния Хеты и Котуя до устья
- Водохозяйственный участок — Реки бассейна моря Лаптевых от мыса Прончищева до границы между Таймырским Долгано-Ненецким районом Красноярского края и Республикой Саха (Якутия) без реки Хатанги
- Код водного объекта — 17040400212117600036500